# Worcester County (Massachusetts)
 For alternative betydninger, se Worcester County. (Se også artikler, som begynder med Worcester County)
Worcester County er et county i den amerikanske delstat Massachusetts. Amtet ligger i den nordvestlige del af delstaten og grænser op til Middlesex County og Norfolk County i øst, Hampden County i sydvest, Hampshire County i vest, Franklin County i nordvest, Cheshire County, New Hampshire og Hillsborough County, New Hampshire i nord, Providence County, Rhode Island, Windham County, Connecticut og Tolland County, Connecticut i syd.
Worcester Countys totale areal er 4.090 km² hvoraf 171 km² er vand. I 2000 havde amtet 750.963 indbyggere. Amtets administration ligger i byen Worcester.
42°21′N 71°55′V / 42.35°N 71.91°V